# Clima de Mato Grosso

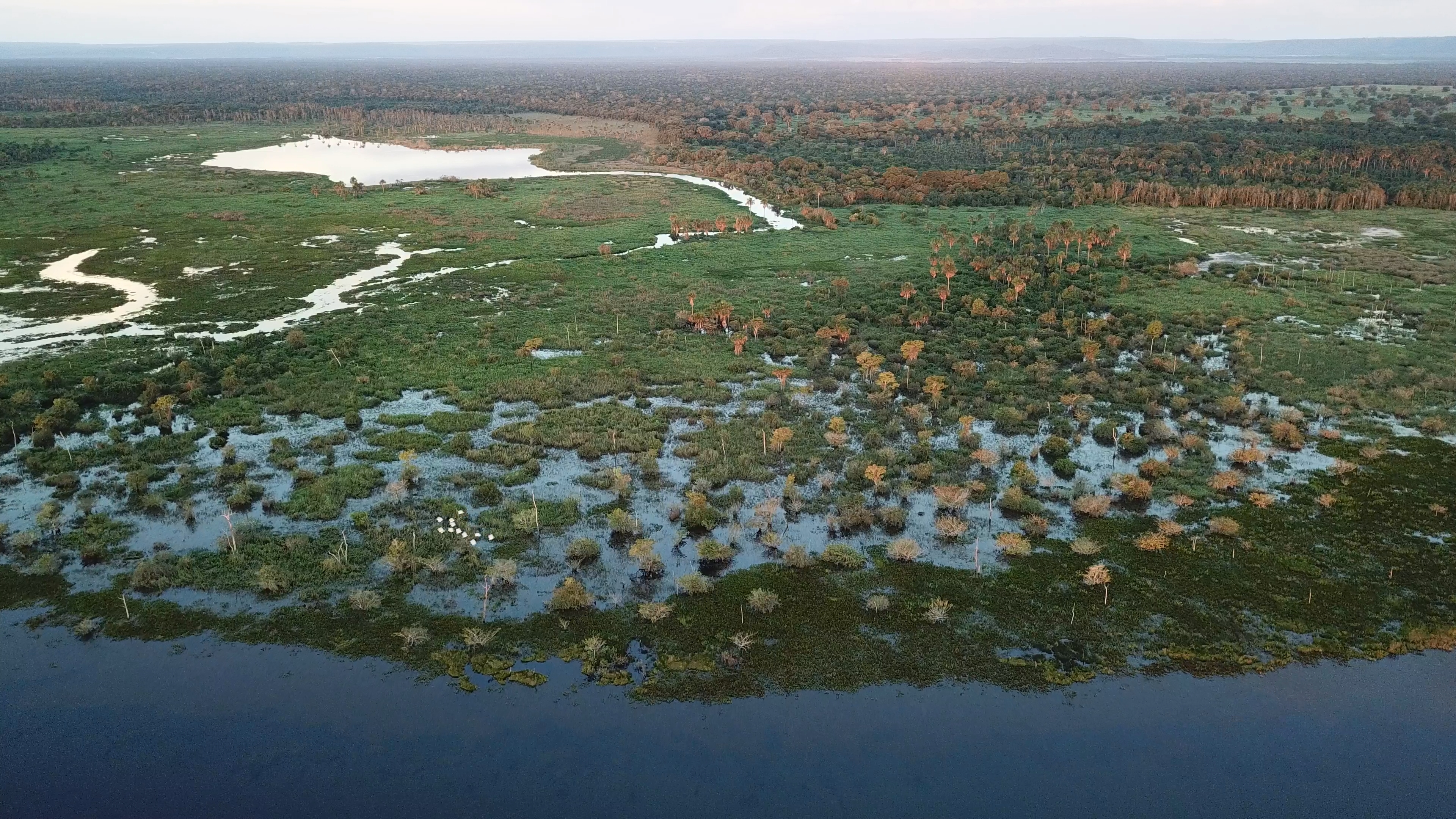
Pantanal no município de Itiquira, no Mato Grosso.

O Clima do Mato Grosso é uma tapeçaria complexa de sistemas e padrões climáticos que moldam a paisagem e a vida em todo o estado. Desde as florestas exuberantes da Amazônia até as vastas planícies inundadas do Pantanal, cada região contribui para a riqueza e a diversidade dessa terra. No entanto, é crucial reconhecer os desafios que as mudanças climáticas apresentam e trabalhar em conjunto para proteger e preservar esse precioso patrimônio natural para as gerações futuras.
O Mato Grosso, localizado na região Centro-Oeste do Brasil, é uma terra de contrastes e diversidade, tanto em sua paisagem quanto em seu clima. Este vasto estado, conhecido por sua riqueza natural e agronegócio, abriga uma variedade impressionante de ecossistemas, desde as exuberantes florestas tropicais até as vastas planícies e áreas alagadas. No entanto, é o clima que dá forma e define grande parte da vida neste território.

## Variações climáticas
O clima do Mato Grosso é classificado predominantemente como tropical, com duas estações bem definidas: uma estação seca e uma estação chuvosa. No entanto, dentro dessas estações, há uma ampla gama de variações que refletem a diversidade geográfica do estado.
Estação Chuvosa: Durante a estação chuvosa, que geralmente ocorre de setembro a maio, o Mato Grosso experimenta chuvas intensas e frequentes. Esse período é vital para o abastecimento de água e o ciclo de vida de muitas espécies vegetais e animais, além de ser crucial para a agricultura, uma das principais atividades econômicas do estado.
Estação Seca: A estação seca, que se estende de junho a setembro, traz consigo um clima mais árido e temperaturas mais altas. Durante essa época, os rios podem diminuir drasticamente de volume e algumas áreas podem enfrentar períodos de seca extrema. Isso pode afetar tanto a vida selvagem quanto as comunidades humanas que dependem dos recursos hídricos.

## Diversidade geográfica e climática
O Mato Grosso é caracterizado por uma diversidade geográfica que se reflete em uma variedade de microclimas em todo o estado.
Floresta Amazônica: Na parte norte do estado, encontra-se uma porção significativa da Amazônia brasileira. Aqui, o clima é equatorial, com altas temperaturas e precipitação abundante ao longo do ano. Essa região desempenha um papel vital na regulação do clima global e abriga uma rica biodiversidade, incluindo espécies únicas de plantas e animais.
Cerrado: No centro do estado, predominam os cerrados, um bioma caracterizado por árvores baixas e vegetação de savana. O clima aqui é mais temperado em comparação com a Amazônia, com uma estação seca bem definida e uma estação chuvosa mais concentrada no verão.
Pantanal: No sul do Mato Grosso, encontra-se o Pantanal, a maior planície alagável do mundo. O clima aqui é tropical úmido, com uma estação seca marcada por incêndios sazonais e uma estação chuvosa que inunda vastas áreas, criando um habitat único para uma variedade impressionante de vida selvagem.

## Impactos das mudanças climáticas
Como em muitas partes do mundo, o Mato Grosso está enfrentando os impactos das mudanças climáticas. Os padrões de chuva estão se tornando mais imprevisíveis, com eventos extremos, como secas prolongadas e chuvas intensas, se tornando mais frequentes. Isso pode ter sérias consequências para a agricultura, a biodiversidade e as comunidades locais, que dependem da estabilidade do clima para sua subsistência.